# Americký kokršpaněl
Americký kokršpaněl je psí plemeno původem z USA.

## Původ a historie
Americký kokršpaněl vznikl šlechtěním Anglického kokršpaněla, který se dostal do Ameriky s anglickými přistěhovalci již na začátku 17. století. Jiná verze tvrdí, že přišli až mnohem později, a to v 19. století z chovné stanice Jamese Farrowa.
V roce 1883 byl Americký kokršpaněl poprvé k vidění na výstavě v Manchesteru ve státě New Hampshire, kde vyvolal velký rozruch. Záhy se stal v Americe velmi populární a ve 30. letech 20. století se chov kokrů definitivně rozdělil na klasické a tzv. New Look, který měl trochu jiné parametry. V roce 1946 snaha chovatelů vyvrcholila uznáním Amerického kokra za samostatné plemeno a to i přes silné protesty konzervativních chovatelů v Anglii. Americký Kennel Club však věděl, co dělá, a do málo početné rodiny národních plemen Ameriky tak přibyl další přírůstek. Americký kokr se velmi rychle stal jedním z nejpopulárnějších a nejrozšířenějších psů v Novém Světě. Původně byl používán k lovu, stejně jako jeho anglický příbuzný, ale později se kvůli svému nádhernému vzhledu stali více plemenem společenským. Navíc jeho dlouhá srst je pro lov v lese poněkud nepraktická.
Do Čech se dostali první jedinci v roce 1976 ze SRN a stejně jako ve své vlasti, i u nás velmi rychle dostihli popularitou Anglického kokršpaněla.

## Vlastnosti
Veselé plemeno, tak je kokr popisován již stovky let, a tak je psáno i v nedotknutelných statích plemenného standardu. Američtí kokršpanělé se odlišují od svých anglických bratranců stavbou těla a hlavně příliš bohatou srstí. Vztah kokrů k lidem je velice přátelský. Podle mnohých je skutečně nejlepším všestranným společníkem z celého psího světa. I přesto je ovšem zapotřebí denní i pravidelné cvičení. Kokrovi musíme vtisknout vlastní osobnost, ale ponechat mu jeho vůli.
Cvičí se lépe než průměrný pes. Obecně jsou američtí kokršpanělé poslušnější než angličtí. Kokři jsou hravější než ostatní psi. Je dobrý hlídač. Při hlídání může být agresivní. Má velkou energii a je mnohem vzrušivější, oproti ostatním psům. K cizím dětem se přibližuje s nedůvěrou. Mají menší sklon ničit věci, než ostatní psi.
Samci kokršpanělů jsou jen nepatrně větší než feny a mají shodný mírný výraz. Prakticky mezi nimi nejsou větší rozdíly, obě pohlaví se snadno vychovávají, stejný u obou pohlaví je i stupeň nervozity, ničivého chování, předvádění se, vzrušivost i potřeby pohybu. Feny jsou ovšem mazlivější a náchylnější k úzkostnému štěkání a agresivnější vůči cizím lidem v domácnosti. Psi jsou zase útočnější vůči jiným psům a jsou lepšími hlídači než feny.

## Anatomie
- Srst: Na hlavě je krátká, jemná a hedvábná. Závěs na uších je bohatý, břicho, hruď a nohy mají ochrannou podsadu.
- Pysky: Těžký horní pysk kryje spodní část čelisti, ale nesmí být příliš převislý.
- Krk: Mírně ohnutý bez laloku. Z plecí vychází plynule.
- Plece: Dobře tvarované, nepřesahující, pěkně dozadu se svažující.
- Lebka: Lebka nesmí být plochá, ale zaoblená, ne však příliš klenutá. Nadočnicové oblouky jsou výrazné a stop zřetelný.
- Oči: Živé a výrazné okrouhlé oči tmavé barvy a s dobře přiléhajícími víčky.
- Uši: Dlouhé, zavěšené, nasazené ve výši očí. Pod hustou srstí mají jemnou kůži. Dosahují až ke špičce nosu.
- Tlapy: Uzavřené okrouhlé tlapy se silnými polštářky, nevybočené, mezi prsty hustě osrstěné.

## Osrstění a zbarvení

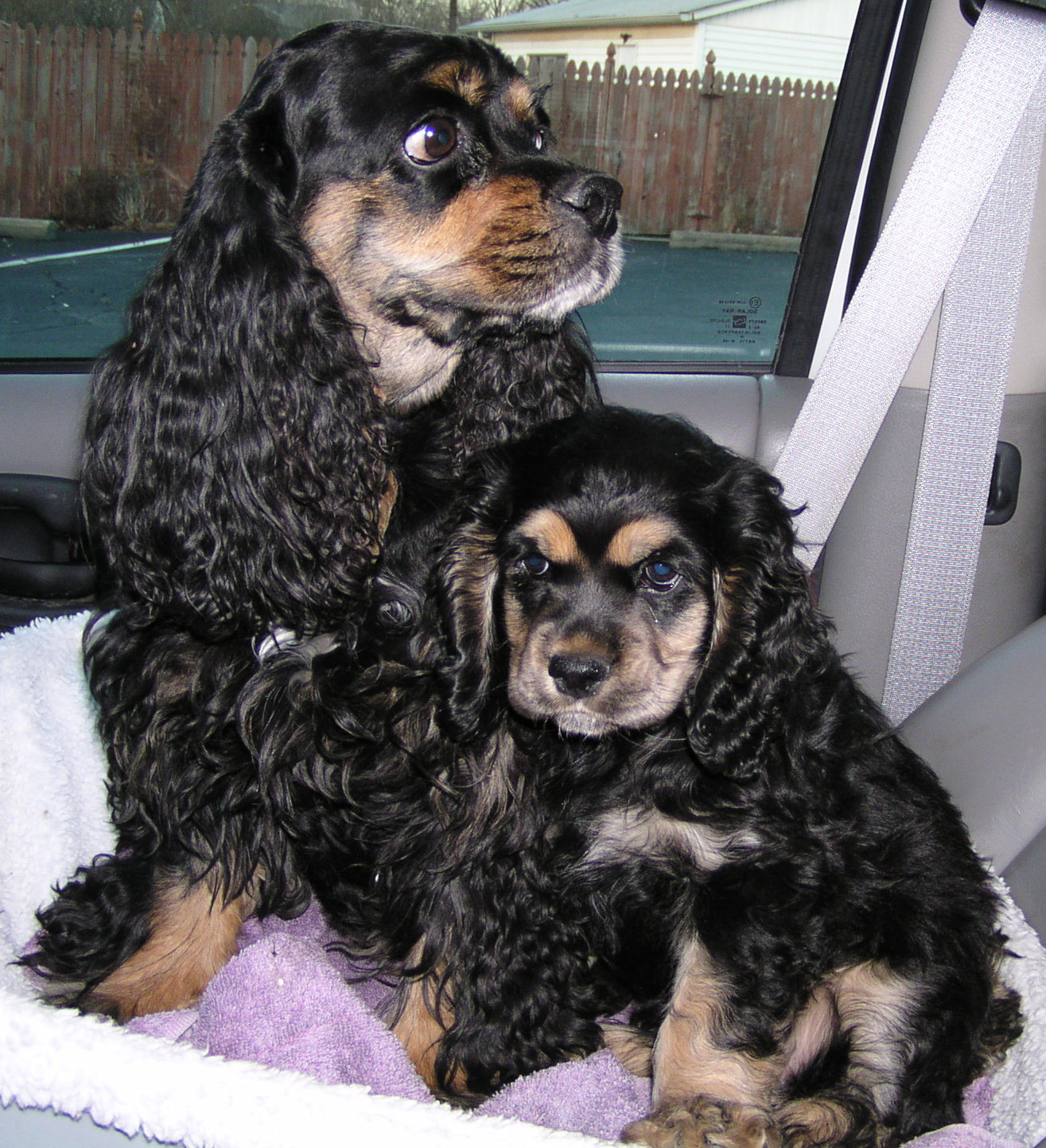
Fena amerického kokršpaněla se štěnětem zbarvení black and tan

Srst kokrů může být jednotná nebo více barevná. K jednotným počítáme černé, mahagonově červené, játrové a světle krémové. Strakáči mají srst zbarvenou dvěma nebo více odstíny. Bílá barva musí být vždy zastoupena.
- Jednobarevní: Černá je u jednobarevných psů dominantní. Čokoládové zbarvení je nejnovější.
- Černý s pálením: Pro výstavní účely smí mít pes jen deset procent tříslově zbarvené srsti.
- Tmavožlutá srst: Tato moderní barva se v šlechtění kokrů objevila nedávno a má množství různých odstínů.
- Trojbarevný: Geneticky jeden z nejsložitějších typů zbarvení.
- Oranžovo-bílí: Strakáči mají obyčejně skvrny odlišných barev zřetelně oddělené.

### Zbarvení vs povaha
- Černí: jsou méně ochotni v hraní si s cizími psy, na svém území je přívětivý, o samotě doma je zlobivý, neposlušnost je v průměru.
- Červení: má malou ochotu v hraní si s cizími psy, je málo spolehlivý, o samotě doma působí méně škod, velký sklon k neposlušnosti.
- Černobílí: jsou velice hraví, vztah k dětem a cizím lidem mají výborný, o samotě doma jsou poslušní, ze všech druhů zbarvení jsou nejposlušnější.

## Chov plemene
Americký kokršpaněl vyžaduje určité specifické nároky na chov vycházející z jeho standardu - především je u výstavních psů důležitá péče o srst a kvalitní péče o zdraví.

### Potrava
Kokr se nikdy nesmí krmit jídly z kuchyně a restaurací. Vždy musí mít kvalitní krmivo z obchodů pro zvířectvo. Nejvhodnější jsou konzervy a suchá strava. Hlavní je dodržování pravidelnosti krmení. Dávkujeme podle věku a hmotnosti psa.

### Základní péče o vzhled

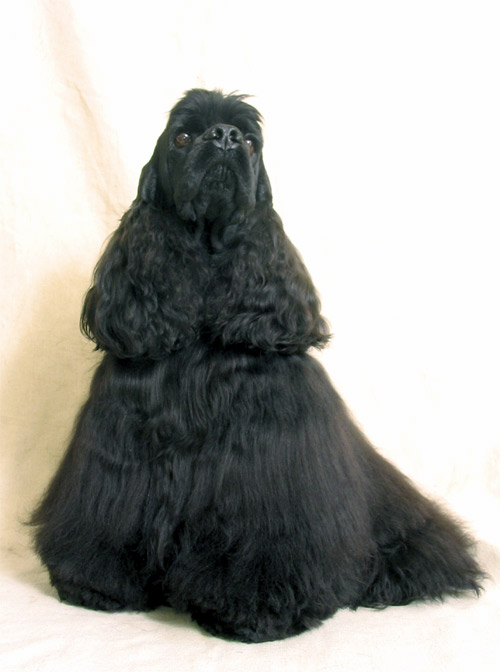
Výstavní černý americký kokršpaněl

- Srst: Vyžaduje neustálou pozornost, aby zůstala zdravá a krásná. Psa je nutno denně česat, častěji v době línání a také pravidelně koupat psím šamponem.
- Oči: Zdravé oči jsou jasné a zářivé s jemně růžovými spojkami, ale s přibývajícím věkem u kokra dochází k poklesu spodního víčka. V tomto nově vzniklém záhybu dochází k hromadění slizu a prachu. Každý den se musí oči čistit tamponem navlhčeným ve vlažné slané vodě.
- Převislé pysky: Na tomto místě se hromadí zbytky potravy. Proto je potřeba po každém jídle tyto záhyby čistit. Jinak hrozí vznik infekce.
- Uši: Těžké, převislé uši mohou způsobit nadměrnou tvorbu mazu nebo záněty. Maz se odstraňuje tkaninou, ale dáváme pozor, abychom nezajeli hluboko do zvukovodu.
- Mytí tlapek: Po každém příchodu domů z procházky odstraníme možné bláto a omyjeme vlažnou vodou.

### Výstavy
Jde-li o pracovní zkoušky, musí být pes velmi poslušný a ovládat i jiné dovednosti. Výstavy chovatelských klubů naopak vyžadují pouze krásu a dobrou povahu. Pes především musí odpovídat uveřejněným chovatelským standardům pro kokršpaněly. Na výstavě musí být ve vrcholné kondici - vykoupaný, učesaný, ostříhaný, zcela zdravý. Na výstavě se musí předvést jak v pohybu, tak i v klidu.

### Rozmnožování
Kokři mají s plodností problémy jen zřídka. Ve vrhu bývá pět až osm štěňat. Feny přicházejí do říje dvakrát ročně. Proto jsou ochotni pářit se po celý rok. U feny nenastává menopauza. Kokři jsou dobří rodiče a jejich vrhy bývají plné.

## Specifické zdravotní problémy
Jako většina plemen psů má i americký kokršpaněl několik typických chorob, které se u něj mohou vyskytnout:
- Epilepsie: Objevuje se náhodně a v různé míře. U starších psů epilepsie trvá mnohem déle než u mladších.
- Dysplazie kyčelního kloubu: Hojnější je u velkých plemen, ale může se vyskytnout i u kokrů. Stehenní kosti dobře nezapadají do jamky v kosti kyčelní. Pohyb bývá bolestivý.
- Ledvinové nemoci: Je to nemoc vrozená. Takto nemocní psi se dožívají jen několika málo let.
- Páchnoucí kůže: Tato nemoc se nazývá seborrhea, kdy kožní žlázy produkují nadměrné množství výměšků.